# Тригорка
Тригорка (рос. Трёхгорка) — село у Одинцовському районі Московської області Російської Федерації

## Розташування
Селище Трьохгорка входить до складу міського поселення Одинцово, воно розташовано поруч із Мінським шосе. Найближчі населені пункти, Лохіно, Мамоново. Найближча залізнична станція Трьохгорка.

## Населення
Станом на 2010 рік у селищі проживало 100 людей.